# Serra de Planell Ras
La Serra de Planell Ras és una serra del terme municipal de Conca de Dalt, antigament del d'Hortoneda de la Conca, en terres de l'antic poble de Perauba.
Està situat al nord-est del terme; és el contrafort de ponent de la Serra de Boumort. En el seu vessant septentrional hi ha l'Obaga de Sacoberta, i en el meridional, la Matella del Serrat Blanc.